# Frieda Inescort

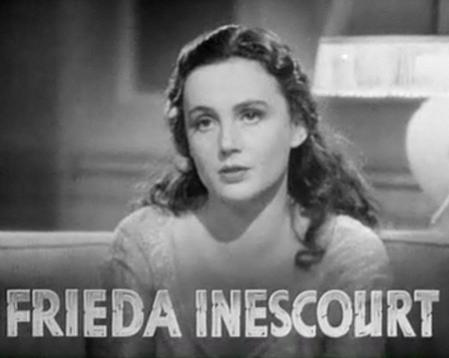
Dans The Garden Murder Case (1936)

Frieda Inescort (parfois créditée Frieda Inescourt) est une actrice écossaise, de son vrai nom Frieda Wrightman, née à Édimbourg (Écosse, Royaume-Uni) le 29 juin 1901, morte à Los Angeles — Quartier de Woodland Hills (Californie, États-Unis) le 26 février 1976.

## Biographie
Installée aux États-Unis, Frieda Inescort joue régulièrement au théâtre à Broadway (New York), de 1922 à 1934, puis entre 1944 et 1948, dans des pièces et une comédie musicale (Mozart, de Reynaldo Hahn et Sacha Guitry ; adaptation créée à Broadway en 1926).
Au cinéma, à Hollywood, elle participe à quarante-neuf films américains, de 1935 à 1960. Un de ses films les mieux connus est Orgueil et préjugés (1940), aux côtés notamment de Greer Garson, Laurence Olivier et Maureen O'Sullivan.
À la télévision, elle apparaît dans un téléfilm en 1945, puis dans quelques séries, entre 1951 et 1961.
Souffrant d'une sclérose en plaques, diagnostiquée en 1932 et devenue très handicapante dans les années 1960, elle en meurt en 1976.

## Filmographie partielle

### Au cinéma
- 1935 : L'Ange des ténèbres (The Dark Angel) de Sidney Franklin
- 1936 : L'Affaire Garden (The Garden Murder Case), d'Edwin L. Marin
- 1936 : Sa Majesté est de sortie (The King Steps Out) de Josef von Sternberg
- 1936 : Marie Stuart (Mary of Scotland) de John Ford
- 1936 : Hollywood Boulevard de Robert Florey
- 1937 : Une journée de printemps (Call it a Day) d'Archie Mayo
- 1937 : Portia on Trial de George Nichols Jr.
- 1937 : Septième District The Great O'Malley) de William Dieterle
- 1937 : La Tornade (Another Dawn) de William Dieterle
- 1939 : Tarzan trouve un fils (Tarzan finds a Son !) de Richard Thorpe
- 1940 : La Lettre (The Letter) de William Wyler
- 1940 : Orgueil et préjugés (Pride and Prejudice) de Robert Z. Leonard
- 1941 : Adieu jeunesse (Remember the Day) d'Henry King
- 1941 : Mardi gras (Sunny) d'Herbert Wilcox
- 1941 : L'amour vient en dansant (You'll never get rich) de Sidney Lanfield
- 1942 : André Hardy fait sa cour (The Courtship of Andy Hardy) de George B. Seitz
- 1942 : Trois Gouttes de poison (Sweater Girl) de William Clemens
- 1943 : La Bataille d'Angleterre (The Battle of Britain), documentaire de Frank Capra et Anthony Veiller (voix)
- 1943 : Mission à Moscou (Mission to Moscow) de Michael Curtiz
- 1943 : The Amazing Mrs. Holliday, de Bruce Manning
- 1950 : Corruption (The Underworld Story) de Cy Endfield
- 1951 : Une place au soleil (A Place in the Sun) de George Stevens
- 1953 : N'embrassez pas les WACs (Never wave at a WAC) de Norman Z. McLeod
- 1954 : La Grande Nuit de Casanova (Casanova's Big Night) de Norman Z. McLeod
- 1955 : La Muraille d'or (Foxfire) de Joseph Pevney
- 1956 : The She-Creature d'Edward L. Cahn
- 1956 : La Femme du hasard (Flame of the Islands) d'Edward Ludwig
- 1956 : Tu seras un homme, mon fils (The Eddy Duchin Story) de George Sidney
- 1958 : Les commandos passent à l'attaque (Darby's Rangers) de William A. Wellman

### À la télévision (séries)
- 1958 : La Grande Caravane (Wagon Train), Saison 1, épisode 32 The Charles Maury Story
- 1961 : Première série de Perry Mason, Saison 5, épisode 1 The Case of the Jealous Journalist de John English

## Théâtre (à Broadway)
Pièces, sauf mention contraire
- 1922 : The Truth about Blades d'Alan Alexander Milne, avec Gilbert Emery, Ferdinand Gottschalk, Leslie Howard
- 1923 : You and I de Philip Barry, avec Ferdinand Gottschalk, H. B. Warner, Lucile Watson
- 1923 : The Woman on the Jury de Bernard K. Burns, avec Henry Daniell
- 1923 : Windows de John Galsworthy, avec Henry Travers, Helen Westley
- 1924 : The Fake de Frederick Lonsdale, avec Una O'Connor, John Williams
- 1925 : Ariadne d'Alan Alexander Milne, avec Laura Hope Crews
- 1925 : Week-end (Hay Fever) de Noël Coward, mise en scène de Noël Coward et Laura Hope Crews, avec Harry Davenport, Gavin Muir, Laura Hope Crews
- 1926 : Love in a Mist d'Amelie Rives et Gilbert Emery, mise en scène de Gilbert Emery, avec Sidney Blackmer, Tom Powers
- 1926 : Mozart, comédie musicale, musique de Reynaldo Hahn, lyrics et livret de Sacha Guitry, adaptation d'Ashley Dukes, avec Lucile Watson
- 1927 : Trewlany of the 'Wells' d'Arthur Wing Pinero, avec J.M. Kerrigan, Otto Kruger
- 1927-1928 : Escape de John Galsworthy, avec Leslie Howard
- 1931 : Napi de Julius Bersti, adaptation de Brian Marlow, avec Albert Dekker, Ernest Truex, Frank Wilcox
- 1931 : Company's coming d'Alma Wilson, avec Rosalind Russell
- 1931-1932 : Springtime for Henry de Benn W. Levy, avec Leslie Banks, Nigel Bruce, Helen Chandler
- 1932-1933 : When Ladies meet de (et mise en scène par) Rachel Crothers, avec Walter Abel, Spring Byington, Herbert Rawlinson, Selena Royle
- 1934 : False Dream, Farewell de Hugh Stanislaus Stange, avec Millard Mitchell
- 1934 : Lady Jane de (et mise en scène par) H.M. Harwood, avec Lowell Gilmore, Alan Marshal
- 1944-1945 : Soldier's Wife de (et mise en scène par) Rose Franken, avec Martha Scott
- 1945-1946 : The Mermaids singing de (et mise en scène par) John Van Druten, avec Walter Abel
- 1948 : You never can tell de George Bernard Shaw, avec Faith Brook, Leo G. Carroll, Ralph Forbes, Tom Helmore, Nigel Stock